# Stellan Dahlgren
Göthe Stellan Dahlgren, född 1 mars 1932 i Haparanda, död 21 februari 2020 i Helga Trefaldighets distrikt i Uppsala, var en svensk biträdande professor i historia vid Uppsala universitet.
Efter studier vid Uppsala universitet disputerade Dahlgren 1964 på avhandlingen Karl X Gustav och reduktionen. Han blev 1970 ordinarie universitetslektor vid historiska institutionen vi nämnda universitet. Hans forskning kom bland annat att behandla de svenska skatternas historia, den ekonomiska doktrinen "kameralism", och den svenska kolonin Nya Sverige med dess guvernör Johan Risingh.

### Läroböcker
- Fråga det förflutna : en introduktion till den moderna historieforskningen, tillsammans med Anders Florén, (Lund 1996)